# 第39回グラミー賞
第39回グラミー賞（39th Grammy Awards）は1997年2月26日にニューヨークのマディソン・スクエア・ガーデンで開催された。

## 概要
エリック・クラプトンの「チェンジ・ザ・ワールド」が年間最優秀レコード賞と年間最優秀楽曲賞を受賞。若年ながら実力派のカントリー・シンガーであるリアン・ライムスが最優秀新人賞を受賞した。

## 主要部門受賞者
当節の記述のうち、特記していない項目の出典はである。

### 主要4部門
年間最優秀レコード賞
- "チェンジ・ザ・ワールド（Change The World）" - エリック・クラプトン（『フェノミナン：オリジナル・サウンドトラック（Phenomenon (soundtrack)）』所収）

年間最優秀アルバム賞
- 『FALLING INTO YOU』 - セリーヌ・ディオン

年間最優秀楽曲賞
- "チェンジ・ザ・ワールド（Change The World）" - ゴードン・ケネディ（英語版）、ウェイン・カークパトリック（英語版）、トミー・シムズ（英語版）（ソングライター）。エリック・クラプトン

最優秀新人賞
- リアン・ライムス
- ガービッジ
- ジュエル
- ノー・ダウト
- トニー・リッチ（英語版）・プロジェクト

### ポップ
最優秀女性ポップ・ボーカル・パフォーマンス
- "Un-Break My Heart" - トニー・ブラクストン（『Secrets』所収）

最優秀男性ポップ・ボーカル・パフォーマンス
- "チェンジ・ザ・ワールド（Change The World）" - エリック・クラプトン（『フェノミナン：オリジナル・サウンドトラック（Phenomenon (soundtrack)）』所収）

最優秀ポップ・パフォーマンス（デュオもしくはグループ）
- "フリー・アズ・ア・バード（Free As A Bird）" - ビートルズ（『ザ・ビートルズ・アンソロジー1（The Beatles Anthology 1）』所収）

最優秀ポップ・コラボレーション
- "恋に落ちた時（When I Fall In Love）" - ナタリー・コール（『Everlasting』所収）

最優秀ポップ・インストゥルメンタル・パフォーマンス
- "The Sinister Minister" - ベラ・フレック・アンド・フレックトーンズ（『Béla Fleck and the Flecktones』所収）

最優秀ポップ・アルバム
- 『FALLING INTO YOU（Falling Into You）』 - セリーヌ・ディオン
- 『Secrets』 – トニー・ブラクストン
- 『New Beginning』 – トレイシー・チャップマン
- 『ア・フュー・スモール・リペアーズ（A Few Small Repairs）』 – ショーン・コルヴィン
- 『マーキュリー・フォーリング（Mercury Falling）』 – スティング

### トラディッショナル・ポップ
最優秀トラディッショナル・ポップ・ボーカル・アルバム
- 『Here's to the Ladies』 - トニー・ベネット

### ロック
最優秀女性ロック・ボーカル・パフォーマンス
- "イフ・イット・メイクス・ユー・ハッピー（If It Makes You Happy）" - シェリル・クロウ（『シェリル・クロウ（Sheryl Crow）』所収）

最優秀男性ロック・ボーカル・パフォーマンス
- "Where It's At" - ベック（『オディレイ（Odelay）』所収）

最優秀ロック・パフォーマンス（デュオもしくはグループ）
- "So Much To Say" - デイヴ・マシューズ・バンド（『Crash』所収）

最優秀ハードロック・パフォーマンス
- "Bullet With Butterfly Wings" - スマッシング・パンプキンズ（『メロンコリーそして終りのない悲しみ（Mellon Collie and the Infinite Sadness）』所収）

最優秀メタル・パフォーマンス
- "Tire Me" - レイジ・アゲインスト・ザ・マシーン（『イーヴィル・エンパイア（Evil Empire）』所収）

最優秀ロック・インストゥルメンタル・パフォーマンス
- "SRV Shuffle" - アート・ネヴィル、B.B.キング、ボニー・レイット、バディ・ガイ、ドクター・ジョン、エリック・クラプトン、ジミー・ヴォーン、ロバート・クレイ

最優秀ロック・ソング
- "Give Me One Reason" - トレイシー・チャップマン（『New Beginning』所収）

最優秀ロック・アルバム
- 『シェリル・クロウ（Sheryl Crow）』 - シェリル・クロウ
- 『Crash』 – Dave Matthews Band
- 『Tragic Kingdom』 – ノー・ダウト
- 『ロード・テステッド（Road Tested）』 – ボニー・レイット
- 『ブロークン・アロー（Broken Arrow）』 – ニール・ヤング with Crazy Horse

### オルタナティヴ
最優秀オルタナティヴ・ミュージック・パフォーマンス
- 『オディレイ（Odelay）』 - ベック
- 『ボーイズ・フォー・ペレイ 〜炎の女神〜（Boys for Pele）』 – トーリ・エイモス
- 『The Burdens of Being Upright』 – Tracy Bonham
- 『ニュー・アドベンチャーズ・イン・ハイ・ファイ（New Adventures in Hi-Fi）』 – R.E.M.
- 『メロンコリーそして終りのない悲しみ（Mellon Collie and the Infinite Sadness）』 – スマッシング・パンプキンズ

### R&B
最優秀女性R&Bボーカル・パフォーマンス
- "You're Makin' Me High" - トニー・ブラクストン（『シークレッツ（Secrets）』所収）

最優秀男性R&Bボーカル・パフォーマンス
- "Your Secret Love" - ルーサー・ヴァンドロス（『Your Secret Love』所収）

最優秀R&Bパフォーマンス（デュオもしくはグループ）
- "やさしく歌って（Killing Me Softly With His Song）" - フージーズ（『The Score』所収）

最優秀R&Bソング
- "Exhale" - ベイビーフェイス（ソングライター）（『ため息つかせて：オリジナル・サウンドトラック（Waiting to Exhale (soundtrack)）』所収）

最優秀R&Bアルバム
- 『ワーズ（Words）』 - トニー・リッチ（英語版）・プロジェクト
- 『ムーヴィン・オン（Moving On）』 – オリータ・アダムス
- 『Maxwell's Urban Hang Suite』 – マックスウェル
- 『ニュー・ワールド・オーダー（New World Order）』 – カーティス・メイフィールド
- 『ピース・ビヨンド・パッション（Peace Beyond Passion）』 – ミシェル・ンデゲオチェロ

### ラップ
最優秀ラップ・ソロ・パフォーマンス
- "Hey Lover" - LL・クール・J（『MR.スミス（Mr. Smith）』所収）

最優秀ラップ・パフォーマンス（デュオもしくはグループ）
- "Tha Crossroads" - ボーン・サグズン・ハーモニー（『E. 1999 Eternal』所収）

最優秀ラップ・アルバム
- 『ザ・スコア（The Score）』 - フージーズ

### カントリー
最優秀女性カントリー・ボーカル・パフォーマンス
- "Blue" - リアン・ライムス

最優秀男性カントリー・ボーカル・パフォーマンス
- "Worlds Apart" - ヴィンス・ギル（『High Lonesome Sound』所収）

最優秀カントリー・パフォーマンス（デュオもしくはグループ）
- "My Maria" - ブルックス&ダン（『Borderline』所収）

最優秀カントリー・コラボレーション
- "High Lonesome Sound" - アリソン・クラウス・アンド・ユニオン・ステーション＆ヴィンス・ギル（『High Lonesome Sound』所収）

最優秀カントリー・インストゥルメンタル・パフォーマンス
- "Jam Man" - チェット・アトキンス

最優秀カントリー・ソング
- "Blue" - ビル・マック（英語版）（ソングライター）

最優秀カントリー・アルバム
- 『The Road to Ensenada』 - ライル・ラヴェット

最優秀ブルーグラス・アルバム
- 『True Life Blues - The Songs Of Bill Monroe』 - トッド・フィリップス

### ニューエイジ
最優秀ニューエイジ・アルバム
- 『メモリー・オブ・トゥリーズ（The Memory of Trees）』 - エンヤ

### ジャズ
最優秀ジャズ・インストゥメンタル・ソロ
- "キャビン・フィーヴァー（Cabin Fever）" - マイケル・ブレッカー（『テイルズ・フロム・ザ・ハドソン（Tales from the Hudson）』所収）

最優秀ジャズ・インストゥメンタル・パフォーマンス（個人もしくはグループ）
- 『テイルズ・フロム・ザ・ハドソン（Tales from the Hudson）』 - マイケル・ブレッカー

最優秀ラージ・ジャズ・アンサンブル・パフォーマンス
- 『Live at Manchester Craftsmen's Guild』 - グローヴァー・ミッチェル（英語版）

最優秀ジャズ・ボーカル・パフォーマンス
- 『ニュー・ムーン・ドーター（New Moon Daughter）』 - カサンドラ・ウィルソン

最優秀コンテンポラリー・ジャズ・パフォーマンス
- 『ハイ・ライフ（High Life）』 - ウェイン・ショーター

最優秀ラテン・ジャズ・パフォーマンス
- 『Portraits of Cuba』 - パキート・デ・リヴェラ（英語版）

### ゴスペル
最優秀ポップ／コンテンポラリー・ゴスペル・アルバム
- Various Artists『Tribute - The Songs of Andraé Crouch』 - Neal Joseph、Norman Miller（プロデューサー）

最優秀ロック・ゴスペル・アルバム
- 『ジーザス・フリーク (Jesus Freak)』 - DCトーク

最優秀トラディショナル・ソウル・ゴスペル・アルバム
- 『Face to Face』 - Cissy Houston

最優秀コンテンポラリー・ソウル・ゴスペル・アルバム
- 『Whatcha Lookin' 4』 - カーク・フランクリン

最優秀サザン、カントリーもしくはブルーグラス・ゴスペル・アルバム
- 『I Love to Tell the Story - 25 Timeless Hymns』 - アンディ・グリフィス

最優秀ゴスペル・アルバム（クワイアもしくはコーラス）
- Shirley Caesar's Outreach Convention Choir『Just a Word』 - シャーリー・シーザー（英語版）（クワイア・ディレクター）

### ラテン
最優秀ラテン・ポップ・パフォーマンス
- 『デビュー！（Enrique Iglesias）』 - エンリケ・イグレシアス

最優秀トロピカル・ラテン・ポップ・パフォーマンス
- 『La Rosa De Los Vientos』 - ルーベン・ブラデス

最優秀メキシカン－アメリカン／テハーノ・ミュージック・パフォーマンス
- 『Un Millón de Rosas』 - ラ・マフィア（英語版）

### ブルース
最優秀トラディショナル・ブルース・アルバム
- 『ディープ・イン・ザ・ブルース（Deep in the Blues）』 - ジェイムズ・コットン

最優秀コンテンポラリー・ブルース・アルバム
- 『Just Like You』 - ケブ・モ

### フォーク
最優秀トラディショナル・フォーク・アルバム
- 『Pete』 - ピート・シーガー

最優秀コンテンポラリー・フォーク・アルバム
- 『ザ・ゴースト・オブ・トム・ジョード（The Ghost of Tom Joad）』 - ブルース・スプリングスティーン

### レゲエ
最優秀レゲエ・アルバム
- 『Hall Of Fame - A Tribute To Bob Marley's 50th Anniversary』 - バニー・ウェイラー

### ポルカ
最優秀ポルカ・アルバム
- 『Polka! All Night Long』 - ジミー・スター

### ワールドミュージック
最優秀ワールドミュージック・アルバム
- 『サンティアーゴ（Santiago）』 - チーフタンズ

### チルドレンズ
最優秀ミュージカル・アルバム（子供向け）
- リンダ・ロンシュタット『Dedicated to the One I Love』 - ジョージ・マッセンバーグ、リンダ・ロンシュタット（プロデューサー）

最優秀スポークン・ワード・アルバム（子供向け）
- 『ともだち、なんだもん!―コウモリのステラルーナの話（Stellaluna）』 - Virginia Callaway、Steven Heller（プロデューサー）。David Holt（プロデューサー兼ナレーター）。

### スポークン
最優秀スポークン・ワードもしくは非ミュージカル・アルバム
- 『私たちが子どもの未来のためにできること（It Takes a Village）』 - ヒラリー・クリントン

最優秀スポークン・コメディ・アルバム
- 『Rush Limbaugh Is a Big Fat Idiot』 - アル・フランケン

### ミュージカル・ショー
最優秀ミュージカル・ショー・アルバム
- Various Artists『リバーダンス（Riverdance）』 - ビル・ウィーラン（英語版）（作曲者、作詞者、プロデューサー）

### 作曲・編曲
最優秀インストゥルメンタル作曲
- ハービー・ハンコック "Manhattan (Island of Lights and Love)" - ハービー・ハンコック＆ジーン・ハンコック（作曲者）（『ザ・ニュー・スタンダード（The New Standard）』所収）

最優秀楽曲（映画もしくはテレビ向け）
- セリーヌ・ディオン" ビコーズ・ユー・ラヴド・ミー（Because You Loved Me）" - ダイアン・ウォーレン（ソングライター） （『アンカーウーマン（Up Close & Personal）』のテーマ）

最優秀サウンドトラック作曲（映画もしくはテレビ向け）
- 『インデペンデンス・デイ（Independence Day）』 - デヴィッド・アーノルド（作曲者）

最優秀インストゥルメンタル編曲
- 『陽のあたる教室（An American Symphony (Mr. Holland's Opus)）』 - マイケル・ケイメン（編曲者）

最優秀インストゥルメンタル編曲（ボーカルあり）
- ナタリー・コール with ナット・キング・コール "恋に落ちた時（When I Fall in Love）" - アラン・ブロードベント（英語版）、デイヴィッド・フォスター（編曲者）（ナタリー・コール『Everlasting』所収）

### パッケージングおよびノーツ
最優秀録音パッケージ
- Various Artists『Ultra-Lounge (Leopard Skin Sampler)』 - Andy Engel、Tommy Steele（アート・ディレクター）

最優秀録音パッケージ（ボックスド）
- マイルス・デイヴィス＆ギル・エヴァンス『The Complete Columbia Studio Recordings』 - Arnold Levine、Chika Azuma（アート・ディレクター）

最優秀アルバム・ノーツ
- マイルス・デイヴィス＆ギル・エヴァンス『The Complete Columbia Studio Recordings』 - Bill Kirchner、Bob Belden、George Avakian、Phil Schaap（アルバム・ノーツ・ライター）

### ヒストリカル
最優秀ヒストリカル・アルバム
- マイルス・デイヴィス＆ギル・エヴァンス『Miles Davis & Gil Evans: The Complete Columbia Studio Recordings』 - ボブ・ベルデン（プロデューサー）。Phil Schaap（プロデューサー兼エンジニア）。Mark Wilder（エンジニア）。

### 制作・エンジニアリング
最優秀エンジニアド・アルバム（非クラシカル）
- クインシー・ジョーンズ『Q'sジューク・ジョイント（Q's Jook Joint）』 - アル・シュミット（英語版）、ブルース・スウェディーン（英語版）、フランシス・バックリー、Tommy Vicari（エンジニア）

最優秀エンジニアド・アルバム（クラシカル）
- レナード・スラットキン（指揮者）、セントルイス交響楽団『コープランド：Dance Symphony; Short Symphony; Organ Symphony』 - Lawrence Rock、William Hoekstra（エンジニア）

プロデューサー・オブ・ザ・イヤー
- ベイビーフェイス

クラシカル・プロデューサー・オブ・ザ・イヤー
- ジョアンナ・ニクレンツ（英語版）

### ミュージック・ビデオ
最優秀ミュージック・ビデオ（短編）
- ビートルズ "フリー・アズ・ア・バード（Free as a Bird）" - ジョー・ピトカ（英語版）（ビデオ・ディレクター）。Vincent Joliet（ビデオ・プロデューサー）。

最優秀ミュージック・ビデオ（長編）
- ビートルズ『ザ・ビートルズ・アンソロジー（The Beatles Anthology）』 - Bob Smeaton、Geoff Wonfor（ビデオ・ディレクター）。Chips Chipperfield、 ニール・アスピノール（ビデオ・プロデューサー）。

### 特別賞
ミュージケアーズ・パーソン・オブ・ザ・イヤー
- フィル・コリンズ[2]